# Juin 1969

## Évènements
- Manuel du guérillero urbain du brésilien Carlos Marighella [1].

- 1er juin, France : la gauche divisée est éliminée au premier tour de la présidentielle.

- 2 juin, Canada : inauguration du Centre national des Arts à Ottawa.

- 8 - 10 juin : congrès du Viêt Cong, qui proclame le Gouvernement révolutionnaire provisoire de la République du Sud Viêt Nam, pour administrer les territoires sous son contrôle au Sud Viêt Nam[2].

- 11 juin : proclamation de l'état d'urgence au Sénégal à la suite des grèves estudiantines et à l'agitation sociale commencée en avril[3]. Adoption d’un projet de réforme constitutionnelle mis en vigueur en 1970.

- 14 juin : départ de la trente-septième édition des 24 Heures du Mans.

- 15 juin :
  - France : élection présidentielle, Georges Pompidou est élu avec 58,2 % des suffrages contre 41,8 % pour Alain Poher. Sa présidence est marquée par un volontarisme étatique, où l’État développe, avec succès, une politique de modernisation industrielle.
  - Sport automobile : victoire de Jacky Ickx et Jackie Oliver aux 24 Heures du Mans.

- 21 juin :
  - France : Jacques Chaban-Delmas Premier ministre, Valéry Giscard d'Estaing revient aux finances.
  - Formule 1 : Grand Prix automobile des Pays-Bas.

- 23 juin  : Nasser déclenche une guerre d'usure contre Israël dans la région du canal de Suez. Il met en place le plan « Granit », qui doit neutraliser l’aviation israélienne et permettre la reconquête du Sinaï. Israël réplique par des raids aéroportés puis des bombardements massifs sur le canal et le golfe de Suez. Il parvient à détruire les matériels anti-aériens de l’Égypte.

- 24 juin : loi de Réforme agraire au Pérou[4]. Le président Velasco déclare aux paysans que les grands propriétaires « ne se nourriraient plus de leur misère ». Les grandes plantations de canne à sucre de la côte sont expropriées et confiées à des Coopératives agricoles de production (CAPS). Elles ne sont pas démantelées dans un souci de productivité. Dans la sierra, Velasco veut favoriser les petites et moyennes propriétés. Les terres, aussi bien celles des grands domaines que celles des communautés indiennes, passent sous le contrôle de Sociétés agricoles d’intérêt social (SAIS) dans lesquelles se côtoient d’anciens peones et des Indiens. En quelques années, les trois quarts des terres cultivables sont administrées par des coopératives et la grande propriété a quasiment disparue.

- 25 juin : 
  - élection générale au Manitoba, c'est le NPD manitobain reprend le pouvoir pour la première fois dans la province et c'est le chef Edward Schreyer devient le premier premier ministre manitobain néo-démocrate.
  - Dans la traversée des Pays-Bas, les eaux du Rhin sont polluées par un insecticide, ce qui provoque la mort de 40 millions de poissons.

- 26 juin, France : Achille Peretti est élu Président de l’Assemblée nationale.

- 28 juin : début des émeutes de Stonewall. Des homosexuels des deux sexes, réunis pour porter le deuil de l’actrice Judy Garland s’affrontent violemment avec la police dans le bar Stonewall Inn à Greenwich Village (New York) dans la nuit du 27 au 28 juin. De cette bagarre naît le mouvement pour la libération des gays et des lesbiennes.

## Naissances
- 5 juin : David Luguillano, matador espagnol.
- 9 juin : Mike Schreiner, chef du Parti vert de l'Ontario.
- 10 juin : Jean-Pierre Lola Kisanga, homme politique congolais († 1er décembre 2020).
- 14 juin : 
  - Guiga Lyes Ben Laroussi, fugitif tunisien recherché par Singapour et Interpol.
  - Steffi Graf, joueuse de tennis allemande.
  - Jackson Richardson, handballeur français.
- 15 juin : Cédric Pioline, joueur de tennis français.
- 16 juin : Bénabar, chanteur français.
- 22 juin : Yariv Levin, politicien israélien et vice premier-ministre d'Israël depuis 2022.
- 25 juin : Teodoro Nguema Obiang Mangue, homme politique équatoguinéen.
- 26 juin : Colin Greenwood, musicien britannique.
- 29 juin : Sellig, humoriste français.

## Décès
- 12 juin : Alexandre Deïneka, peintre, graphiste et sculpteur soviétique (° 20 mai 1899).
- 12 juin : Roy Ridley, écrivain et poète britannique (° 25 janvier 1890).
- 14 juin : Wynonie Harris, chanteur de blues et de rhythm and blues américain (° 24 août 1915).
- 16 juin : Harold Alexander, gouverneur général du Canada.
- 22 juin : Judy Garland, actrice américaine.